# Ceux de la Résistance

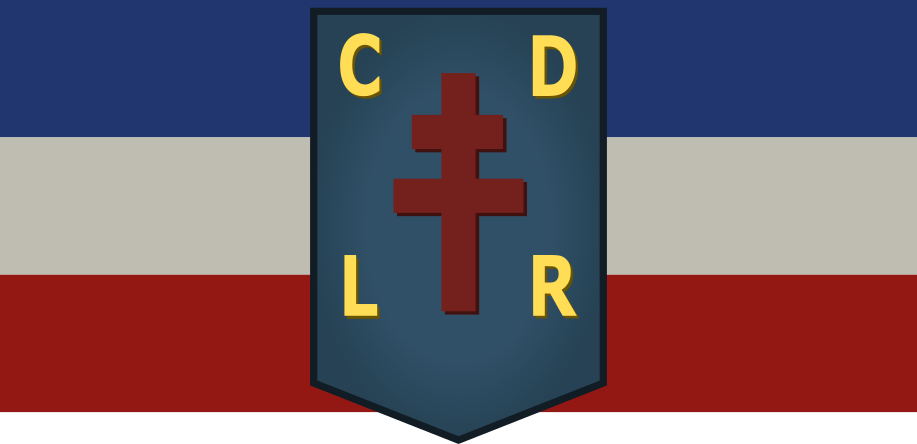
Logo de Ceux de la Résistance

Ceux de la Résistance (CDLR) était l'un des grands mouvements de la Résistance intérieure française de la zone occupée pendant la Seconde Guerre mondiale.
Il est l'un des huit grands mouvements de résistance membres du Conseil national de la Résistance (CNR).

## Historique
CDLR est issu de Combat Zone nord. 
En effet, en juin 1942 et à la suite d'une vague d'arrestations qui déciment le mouvement, Jacques Lecompte-Boinet, chargé du bureau d'information à Paris, ne parvient pas à rétablir la liaison avec le patron national de Combat :  Henri Frenay. Il entreprend alors de mettre sur pied son propre mouvement, « l'Organisation Nationale de la Résistance ».
Au cours du second semestre 1942, celui-ci est décimé par de nombreuses arrestations. En janvier 1943, le mouvement prend le nom de « Ceux de la Résistance » (CDLR) et retrouve des forces vives autour d'individualités marquantes comme Pierre Arrighi (qui devient responsable de l'action) et Jean de Vogüé (qui chapeaute le renseignement).
À la création du CNR, CDLR devenu un essentiel mouvement de la Résistance française, est représenté par son chef Jacques Lecompte-Boinet.

## Spécificités
Ses dirigeants se voulurent dès l'origine strictement apolitiques.
CDLR recruta essentiellement parmi les officiers de réserve, les ingénieurs et les industriels. 
Ses spécialités furent :
- la propagande ;
- le renseignement, avec l'important réseau « Manipule » ;
- l'action (parachutages, dépôts d'armes, prise en charge des pilotes alliés abattus).

## Principaux membres du mouvement
- Pierre Arrighi (1921-1944), Compagnon de la Libération
- Pierre Bouchard (1901-1944)
- Henri Bourdeau de Fontenay (1900-1969), futur premier directeur de l’ENA
- Yann Brekilien (1920-2009)[1]
- Roger Cocteau-Gallois (1905-1995), alias Commandant Gallois, chef d’état-major du colonel Rol-Tanguy à la Libération de Paris
- Michel Collinet (1904-1977)
- Pierre Commin (1907-1958)
- Charles Darmont, chef du réseau à Besançon
- Michel Debré (1912-1996), futur Premier ministre
- Germaine Degrond (1894-1991), membre du comité central et future députée socialiste[2]
- François Delimal (1922-1944), Compagnon de la Libération
- Georgette Drion (1922-1969), pseudonyme « Fabienne », épouse de Pierre Le Rolland
- Fernand Ducarne (1913-1992) chef régional (Nord), commandant FFI
- Jeanne-Marie Ducarne - « Scarlett »- , (1915-1951), épouse de Fernand Ducarne
- Jacques Edinger, rédacteur en chef du Bulletin d'information de Ceux de la Résistance
- Gilbert Grandval (1904-1981), Compagnon de la Libération[3]
- Léo Hamon (1908-1993)
- Jacques Lecompte-Boinet (1905-1974), Compagnon de la Libération, représentant de CDLR au CNR
- Henri Manigart (1898-1982), Compagnon de la Libération, Chef FFI du secteur d'Aubervilliers.
- Jeanne Mathieu, née Mougenot, médaille de la Résistance française avec rosette[4].
- Jean-Jacques Mayoux (1901-1987)
- Freddy Menahem (1924-2015)
- Jean-Paul Sassy (1915-1992)
- Pierre Stibbe (1912-1967)
- Raymond Triboulet (1906-2006)
- Jean de Vogüé (1898-1972)